# (39549) Casals
(39549) Casals (1992 DP13) – planetoida z grupy pasa głównego asteroid okrążająca Słońce w ciągu 4,65 lat w średniej odległości 2,79 j.a. Odkryta 27 lutego 1992 roku.